# 徐州 (刘宋)
徐州，中国南朝宋時設置的僑州，南朝齊時改稱北徐州，在今安徽省滁州市一帶。

## 沿革
南朝宋泰始四年（468年），徐州全境陷於北魏，遂於南兗州境內僑置徐州，寄治鍾離郡燕縣鍾離城（今安徽省鳳陽縣東北），領譙、梁、魏、陽平、彭城、濟陰、沛七僑郡。泰豫元年（472年），徐州徙治南徐州南東海郡朐縣（今江蘇省鎮江市）。
元徽元年（473年），徐州還治鍾離；割南兗州鍾離郡、南豫州馬頭郡屬徐州；分南兗州秦郡、南豫州南梁郡、南豫州歷陽郡置新昌郡，屬徐州。徐州遂成實土州，領三實郡、七僑郡。辖境相当今安徽淮河以南，蚌埠市、定远县、滁州市以东（天长市除外）和江苏六合县地。
南朝齊永明元年（483年），省併譙、梁、魏、陽平、彭城五僑郡。至此，徐州領三實郡、二僑郡。後改稱北徐州。
南朝梁天監三年（504年），置臨濠郡。後改臨濠郡為定遠郡，分定遠郡置九江郡，割新昌郡屬南譙州。普通三年（522年），分臨濠郡置西沛郡。大同六年（540年），割定遠、西沛二郡屬安州。至此，北徐州領三實郡：鍾離郡、馬頭郡、九江郡。太清三年（549年），北徐州陷於東魏，改為楚州，後又改為西楚州。
南朝陳太建五年（573年），收復北徐州，領郡有：鍾離郡、馬頭郡、濟陰郡、陰陵郡、定遠郡。太建十一年（579年），北徐州陷於北周，改為西楚州。

## 長官
劉宋徐州刺史（469年－479年）
- 王亮（469年－470年）
- 陳胤宗（470年－472年）
- 周寧民（472年－473年）[2]
- 垣閎（473年－476年）
- 曹欣之（476年－477年）[3]
- 王廣之（477年－479年）[4]

南齊徐州刺史（479年－502年）
- 王廣之（479年）
- 崔文仲（479年－481年）
- 垣榮祖（481年－483年）[5]
- 戴僧靜（483年－486年）
- 薛淵（486年）
- 王廣之（486年－488年）
- 沈景德（488年－492年）
- 王玄邈（492年－493年）
- 蕭惠休（493年－494年）[6]
- 蕭誕（494年）[7]
- 蕭惠休（494年－495年）
- 裴叔業（495年－497年）
- 徐玄慶（497年－499年）[8]
- 沈陵（499年）
- 王鴻（499年－500年）
- 張稷（500年）
- 王珍國（501年）[9]
- 陳虎牙（501年－502年）[10]

南梁北徐州刺史（502年－549年）
- 陳虎牙（502年）
- 昌義之（503年－507年）[11]
- 劉思祖（？－516年）
- 昌義之（516年－522年）[11]
- 成景雋（524年見任）[12]
- 韋放（530年－532年）[13]
- 元景隆（未就任，532年）[14]
- 劉濟（535年－？）[12]
- 裴之禮[13]
- 蕭循[15]
- 荀伯道[14]
- 蕭正表（？－549年）[16]

陳朝北徐州刺史（573年－579年）
- 魯廣達（573年－576年）[17]
- 程文季（576年－578年）[18]